# Novo Selo (Odžak)
Pour les articles homonymes, voir Novo Selo.
Novo Selo (en cyrillique : Ново Село) est une localité de Bosnie-Herzégovine. Elle est située dans la municipalité d'Odžak, dans le canton de la Posavina et dans la fédération de Bosnie-et-Herzégovine. Selon les premiers résultats du recensement bosnien de 2013, elle compte 2 021 habitants.

## Démographie

### Évolution historique de la population
| 1948 | 1953 | 1961  | 1971  | 1981  | 1991  | 2013  |
| ---- | ---- | ----- | ----- | ----- | ----- | ----- |
| -    | -    | 1 729 | 2 179 | 2 394 | 2 669 | 2 021 |

|  |